# ペアーハンズ
有限会社ペアーハンズは、群馬県太田市の鉄道模型小売店兼メーカー。

## 概要
創業は1988年頃。鉄道模型と手芸用品の二本柱としたことから『ペアーハンズ』として太田駅前に開店した（その後手芸用品の取扱いは止めている）。小売業を営む傍ら、1990年に自社製品としてNゲージの真鍮エッチングキット「東武5700系」を発売し、メーカーとしても知られるようになった。2002年には店舗を竜舞駅前に移転。
沿線の強みを発揮して東武鉄道の車両をこれまでに30種類近く発売したほか、国鉄型気動車・客車・貨車・JR電車などの製品がある。模型化の規格はNゲージが中心だが、新たな試みとしてNサイズのナローゲージ（1/140・6.5mmゲージ）を提唱している。タヴァサホビーハウスやモリタと共に毎年開催されるJNMAフェスティバルの協賛企業に名を連ねている。

## これまでに発売された主な製品
製品の多くが真鍮エッチング板によるもので、曲線の多い東武200系やJRキハ72系もプレスを駆使して着実に模型化している。他社製プラスチック製品の側面のみを交換する簡易キットもある。私鉄ファンを中心に底堅い人気を保っているが、一般流通も含めて生産数が少ないため品切れになりやすい。
- 東武200系 （6両）
- 東武300系 （6両）
- 東武350系（352急行型） （4両）
- 東武デハ10系 （1両）
- 東武1720系けごん （6両）
- 東武1800系 （通勤型4両・りょうもう6両）
- 東武2080系 （6両）
- 東武3000系 （先頭車2両・中間車2両）
- 東武5700系 （半流形2両・流線形2両）
- 東武6000系 （2両）
- 東武7800系 （7820形・7870形）
- 東武9000系 （10両）
- 東武20050系 （8両）
- 東武30000系 （基本4両・増結2両）
- 東武50000系 （基本4両・増結3両）
- 東武50050系 （基本4両・増結3両）
- 東武モニ1471
- 東武モニ1473
- 東武クエ7000
- 東武日光軌道デト40
- 東武伊香保軌道 電車13号
- 東武キハ2000
- 東武ED5060
- 東武ED4010（4020）
- 東武ヨ101
- 東武ヨ201
- 東武トフ801
- 上毛電気鉄道デハ101
- 日立電鉄モハ10（モハ9）
- 名鉄モ3400
- 名鉄モ510
- 名鉄モ520
- 南部縦貫鉄道キハ10
- 鹿島臨海鉄道6000形
- JR107系0番代 2輌セット
- JRクハ106+クモハ107 3枚窓車 2輌セット
- JR125系 小浜線
- JR クハ714-0
- JR715系 0番代 4輌セット
- JRキハ72系 新ゆふいんの森
- キハ23
- キハ37 0番台
- キハ37 1000番台
- キハ46
- キハ53
- キハ56・27-200 （側板）
- JR24系夢空間
- マヤ34
- ナロネ20 （側板）
- ナロネ22 （側板）
- テム300タイプ
- ホキ3100 （KATO製タキ3000を利用）
- ホキ3500 （　〃 ）
- シキ90
- シキ195
- シキ290  （A・B・C）
- シキ670B
- シキ800C
- 小型車輛用動力キット （13m・14m・15m）
- 九十九里鉄道キハ104 【Nナロー6.5mm】
- 沼尻鉄道ガソ101 【Nナロー6.5mm】
- 軽便酒井タイプDL 【HOn 9mm】
- 協三工業 4tタイプ 【HOn 9mm】
- N・HOナロー用小径車輪 （3.5mm・4.5mm）
- Nナロー用ターンテーブル